# Sangō (Nara)
Sangō (三郷町 Sangō-chō?) es un pueblo localizado en la prefectura de Nara, Japón. En julio de 2019 tenía una población estimada de 23.339 habitantes y una densidad de población de 2.655 personas por km². Su área total es de 8,79 km².

## Geografía

### Localidades circundantes
- Prefectura de Nara
  - Heguri
  - Ikaruga
  - Ōji
- Prefectura de Osaka
  - Yao
  - Kashiwara

## Demografía
Según datos del censo japonés, la población de Sangō se ha mantenido estable en los últimos años.
| Año del censo | Población |
| ------------- | --------- |
| 1995          | 24.161    |
| 2000          | 23.977    |
| 2005          | 23.062    |
| 2010          | 23.440    |
| 2015          | 23.571    |